# Leucetta imberbis
Leucetta imberbis är en svampdjursart som först beskrevs av Duchassaing och Giovanni Michelotti 1864.  Leucetta imberbis ingår i släktet Leucetta och familjen Leucettidae. Inga underarter finns listade i Catalogue of Life.